# Joseph Canale (compagnon de la Libération)
Pour les articles homonymes, voir Joseph Canale et Canale.
Ne doit pas être confondu avec Joseph Canal.
Joseph Canale (Marseille, 10 janvier 1921 - Strasbourg, 16 juin 1982), est un militaire et fonctionnaire français, compagnon de la Libération. Engagé dans l'armée en 1939, il décide, après l'armistice du 22 juin 1940, de se rallier à la France libre. Combattant dans les rangs de la 1re division française libre, une grave blessure met fin prématurément à son combat. Après la guerre, il continue de servir l'armée en tant qu'agent civil.

## Biographie

### Jeunesse et engagement
Joseph Canale naît à Marseille le 10 janvier 1921 d'un père contrôleur des PTT. Exerçant d'abord le métier de tapissier en ameublement, il devance l'appel en s'engageant dans l'armée en février 1939 et est affecté à l'armée du Levant.

### Seconde Guerre mondiale
Après l'armistice du 22 juin 1940, il décide de poursuivre la lutte contre l'Allemagne et s'engage le 29 juin dans les forces françaises libres au sein desquelles il est affecté au 1er régiment d'artillerie de la 1re division française libre (1re DFL).
Chauffeur puis opérateur radio, il prend part à la guerre du Désert en Libye. Il participe à de nombreuses reconnaissances à l'arrière des lignes ennemies et se distingue par son sang-froid. Le 21 avril 1942, alors qu'il est pris sous un intense bombardement, il maintient sa position jusqu'au dernier moment afin de mener à bien sa mission. Engagé dans la bataille de Bir Hakeim en mai suivant, il y fait encore preuve de courage et est grièvement blessé au bras et à la cuisse le 8 juin. Promu brigadier-chef, il reçoit la croix de la Libération le 9 septembre.
Il passe tout le reste de la guerre hospitalisé à la suite de ses graves blessures et est démobilisé en mars 1946 avec le grade de sergent-chef.

### Après-guerre
Sorti de convalescence, il se remet au service des armées en tant qu'opérateur radio civil à la 6e région militaire de Metz. Titularisé dans la fonction publique, il est ensuite affecté en Asie où il sert à Pondichéry, à Calcutta et en Indochine.
Joseph Canale meurt le 16 juin 1982 à Strasbourg où il est inhumé.

## Décorations
|  |  |  |  |  |  |
|  |  |  |  |  |  |
|  |  |  |  |  |  |

| Officier de la Légion d'honneur[Quand ?] | Officier de la Légion d'honneur[Quand ?] | Compagnon de la Libération              | Compagnon de la Libération       | Médaille militaire                          | Médaille militaire                          |
| Croix de guerre 1939-1945 Avec une palme | Croix de guerre 1939-1945 Avec une palme | Médaille des blessés de guerre          | Médaille des blessés de guerre   | Médaille coloniale Avec agrafe "Bir Hakeim" | Médaille coloniale Avec agrafe "Bir Hakeim" |
| Médaille commémorative de Syrie-Cilicie  | Médaille commémorative de Syrie-Cilicie  | Médaille commémorative de Syrie-Cilicie | Médaille militaire (Royaume-Uni) | Médaille militaire (Royaume-Uni)            | Médaille militaire (Royaume-Uni)            |